# Сент-Этьен-ла-Тийей
Сент-Этье́н-ла-Тийе́й (фр. Saint-Étienne-la-Thillaye) — коммуна во Франции, находится в регионе Нижняя Нормандия. Департамент коммуны — Кальвадос. Входит в состав кантона Пон-л’Эвек. Округ коммуны — Лизьё.
Код INSEE коммуны — 14575.

## Население
Население коммуны на 2010 год составляло 492 человека.
| 1962 | 1968 | 1975 | 1982 | 1990 | 1999 | 2010 |
| ---- | ---- | ---- | ---- | ---- | ---- | ---- |
| 398  | 354  | 358  | 363  | 386  | 437  | 492  |

## Экономика
В 2010 году среди 325 человек трудоспособного возраста (15—64 лет) 242 были экономически активными, 83 — неактивными (показатель активности — 74,5 %, в 1999 году было 71,3 %). Из 242 активных жителей работали 226 человек (132 мужчины и 94 женщины), безработных было 16 (8 мужчин и 8 женщин). Среди 83 неактивных 28 человек были учениками или студентами, 28 — пенсионерами, 27 были неактивными по другим причинам.